# The Geographical Pivot of History
The Geographical Pivot of History foi um artigo publicado por Halford John Mackinder em 1904 para a Royal Geographical Society. Neste artigo, Mackinder desenvolveu a Teoria do Heartland  e estendeu o campo da análise geopolítica para a esfera global.

## O Heartland
Para Mackinder, o Heartland se localizaria no centro da Eurásia, estendendo-se do Volga ao Yangtzé e do Himalaia ao Ártico. Tal região foi controlada principalmente pelo Império Russo, posteriormente pela União Soviética.
O conceito de Heartland inclui a noção de que esta é uma vasta região com grande quantidade e diversidade de recursos naturais, que vão das grandes florestas e grandes planícies e estepes do centro da Eurásia, até os ricos campos ucranianos e as grandes reservas petrolíferas do Mar Cáspio.

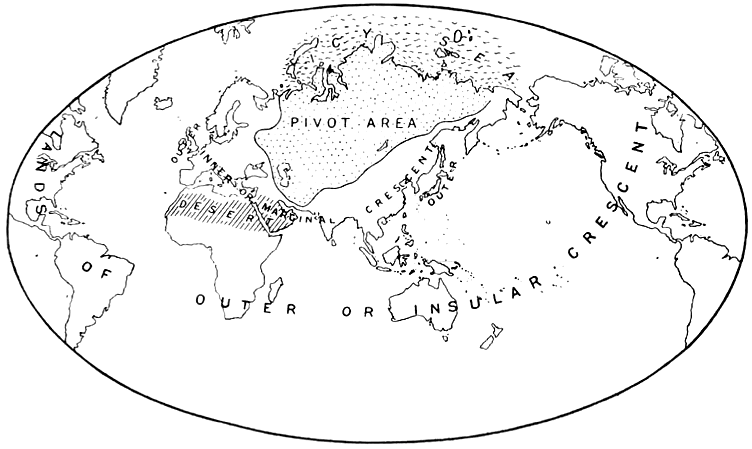
O Heartland eurasiano na interpretação do teórico estrategista Halford John Mackinder em sua obra The Geographical Pivot of History de 1904.

Localizada em uma zona de difícil acesso pelo mar, o Heartland ocupa grande parte do interior do maior continente do mundo em termos geofísicos, a grande massa continental da Eurásia. É uma região de difícil controle e  nunca teria sido controlada por alguma potência naval originária das penínsulas litorâneas da Eurásia. Ao longo da história, via de regra, esta região foi ocupada por povos semi-nômades cavaleiros como os citas, hunos, tártaros e mongóis. A região teria sido controlada por uma única unidade política, um Estado multinacional, apenas no período do domínio russo (sec. XVIII-XIX) e soviético (sec. XX até 1991).
As disputas pelo controle do Heartland estariam no centro da Geopolítica global, na interpretação de Mackinder, pois o Estado que controlasse todo o Heartland poderia tentar obter saídas para mares abertos e tornar-se uma potência anfíbia que poderia dominar o que ele denominava Ilha Mundo (World Island) território compreendido pela Eurásia e África do Norte, ligados segundo a teoria de MacKinder pelos Montes Urais e pelo istmo de Suez. Dominando a Ilha Mundo este Estado decidiria os rumos da política mundial. Assim, as recomendações de Mackinder para a Inglaterra, às vésperas da I Guerra Mundial, eram no sentido de impedir a aproximação entre a potência que dominava o Heartland (Rússia) e a maior potência industrial da Europa, que buscava controlar os recursos do Heartland, a Alemanha.
Outros conceitos estão ligados à teoria de Mackinder a exemplo do Inner Crescent e o Outer Crescent. O Inner Crescent seria um cinturão em torno do Heartland que se configurava como uma área de atrito entre o poder terrestre e o poder marítimo, sofrendo maior influência do primeiro. Já o Outer Crescent seria uma área que estaria mais as margens do mundo, permeando o Hinterland (resto do mundo fora do Heartland), onde o domínio das forças marítimas se veriam fora do alcance de fogo do poder terrestre, sendo assim dominada pelas grandes potencias do mar como E.U.A., Inglaterra, Japão e transpassando também os territórios da Austrália, Canadá, e América do Sul.

### Aplicações do conceito de Heartland
Alguns analistas consideram que a abstração do conceito poderia ser aplicada a outros continentes, que, mesmo menores, também teriam seu próprio "Heartland", como as ricas planícies do interior da América do Norte - que vão dos EUA ao Canadá, ou no caso da América do Sul, as ricas planícies centrais que vão da Amazônia ocidental no Brasil ao Pantanal e Chaco, incluindo a Bolívia e o Paraguai.